# Simply Red
Simply Red — британський соул і поп-гурт, створений у Манчестері в 1985 році. Головним вокалістом гурту є співак і автор пісень Мік Хакнелл, який на момент розпаду гурту в 2010 році був єдиним оригінальним учасником, який залишився. З моменту випуску їхнього дебютного студійного альбому «Picture Book» (1985) десять пісень потрапили до топ-10 британського чарту синглів, включаючи «Holding Back the Years» і «If You Don't Know Me by Now», які обидві досягли першого місця в US Billboard Hot 100. У них було п'ять альбомів номер один у Великій Британії, а їхній альбом «Stars», 1991 року, став одним із найбільш продаваних альбомів в історії британського чарту.

У 1992 і 1993 роках Brit Awards вони отримали нагороду за найкращу британську групу. Гурт отримав три номінації на премію «Греммі»: за найкращого нового виконавця в 1987 році та «Holding Back the Years» і «If You Don't Know Me by Now» за найкраще поп-виконання дуету або групи з вокалом. Гурт переформувався в 2015 році. Simply Red продали понад 50 мільйонів альбомів.

## Історія

### 1977–1984: Початки: The Frantic Elevators
Хакнелл був у панк-групі під назвою «The Frantic Elevators», семирічна діяльність якої призвела до обмежених випусків на місцевих лейблах і закінчилася в 1984 році після визнання критиків за їхній останній сингл «Holding Back the Years».

## Учасники гурту
Поточні учасники
- Мік Хакнелл — головний вокал (1985–2010, 2015–дотепер)
- Іен Кіркхем — саксофон, EWI, клавішні (1986–2010, 2015–дотепер)
- Стів Левінсон — бас-гітара, бек-вокал (1995–1998, 2003–2010, 2015–дотепер)
- Кенджі Сузукі — гітара, бек-вокал (1998—2010, 2015—дотепер)
- Кевін Робінсон — труба, флюгельгорн, перкусія, бек-вокал (1999–2010, 2015–дотепер)
- Дейв Клейтон — клавішні (2003–2010, 2015–дотепер)
- Роман Рот — барабани, бек-вокал (2015–дотепер)

## Дискографія
Студійні альбоми:
- Picture Book (1985)
- Men and Women (1987)
- A New Flame (1989)
- Stars (1991)
- Life (1995)
- Blue (1998)
- Love and the Russian Winter (1999)
- Home (2003)
- Simplified (2005)
- Stay (2007)
- Big Love (2015)
- Blue Eyed Soul (2019)